# 米原敬太郎
米原 敬太郎（よねはら けいたろう）は、日本の美術家、写真家。
京都府京都市出身。多摩美術大学卒業。京都市立芸術大学大学院修了。
当初は美術家として体験型インスタレーション作品を中心に発表していたが、近年は、表現方法を写真に特化することで広告写真家として培った写真技術を活かし、それら大判カメラで撮影されたファインアート志向の写真作品を制作している。 

## 発表歴
- 1998年（平成10年）　「玄」　(京都大学西部講堂)
- 1999年（平成11年）　「天文」　(京都大学西部講堂)
- 1999年（平成11年）　「意識」　(ギャラリーウー)
- 2000年（平成12年）　「滅」　(京都大学西部講堂)
- 2001年（平成13年）　「声聞」　(京都芸術センター)
- 2001年（平成13年）　「BIWAKOビエンナーレ」参加　(びわこホール)
- 2002年（平成14年）　「観」　(京都大学西部講堂)

---以降、写真活動に専念する。
- 2008年（平成20年）　「太陽と月と大地が重なる時」ライブシューティングイベント(＋花結い師TAKAYA＋服飾作家 田川朋子)　(アップリンク_(映画会社)ファクトリー)
- 2008年（平成20年）　「太陽と月と大地が重なる時」　(アップリンク_(映画会社)ギャラリー)
- 2009年（平成21年）　「湖の底」　(ヴィヴァンアネックス)
- 2009年（平成21年）　「ビジュアルショック2009!」参加　(Tokyo Hipsters Club)
- 2010年（平成22年）　「TAROT」　(ZAP Zuishoji Art Projects)